# Suriname ai XVII Giochi paralimpici estivi
Il Suriname ha partecipato ai XVII Giochi paralimpici estivi che si sono svolti a Parigi in Francia, dal 28 agosto all'8 settembre 2024, con una delegazione di un atleta uomo, che ha gareggiato in una disciplina.

## Atletica leggera
Fonte:
| Atleta          | Evento                      | Finale    | Finale    |
| Atleta          | Evento                      | Risultato | Posizione |
| --------------- | --------------------------- | --------- | --------- |
| Chivaro Belfort | Getto del peso F46 maschile | dns       | -         |